# Борковский, Иван Фомич
Иван Фомич Борковский (Барковский) (1831—1917) — статистик, экономист, заведующий Отделом статистики и картографии Министерства путей сообщения, генерал от инфантерии, картограф.

## Биография

### Служба
Борковский родился 28 декабря 1831 года в дворянской семье польского происхождения и католического вероисповедания. Получив образование в Александровском Брестском кадетском корпусе, он 11 августа 1851 года был произведён в прапорщики в лейб-гвардии Павловский полк. Произведён в подпоручики (11 апреля 1854 года) и поручики (27 марта 1855 года), во время Крымской войны находился в войсках, предназначенных для охраны побережья Балтийского моря на случай высадки англо-французского десанта.
В 1862 году штабс-капитан (30 августа 1861 года) лейб-гвардии Павловского полка Борковский окончил Николаевскую академию Генерального штаба, в следующем году принял участие в подавлении восстания в Польше. С 14 марта по 29 августа 1864 года состоял чиновником особых поручений VII класса при генерал-провиантмейстере Военного министерства, с 29 августа 1864 года по 26 апреля 1867 года — при генерал-интенданте Военного министерств; получил чин капитана (30 августа 1864 года).
С 26 апреля 1867 года по 3 апреля 1879 года Борковский занимал должность помощника заведующего статистической частью Главного интендантского управления, был произведён в полковники (30 августа 1867 года) и генерал-майоры (1 апреля 1879 года). Одновременно с 8 января 1874 годон был причислен к Министерству путей сообщения, где с 16 сентября 1875 года занимал пост заведующего статистическим отделением, а с 23 декабря 1881 года — начальника статистического отдела, одновременно состоя членом Технического комитета Главного интендантского управления и членом Статистического совета Министерства внутренних дел от Министерства путей сообщения. 19 декабря 1889 года произведён в генерал-лейтенанты.
С 26 июля 1899 года Борковский был заведующим Отделом статистики и картографии Министерства путей сообщения, одновременно являлся членом Статического совета Министерства внутренних дел от Министерства путей сообщения, совещательным членом Технического комитета Главного интендантского управления и (по 1 мая 1903 года) членом Военно-учёного комитета Главного штаба;
23 января 1904 года Борковский был за отличие произведён в генералы от инфантерии с одновременным переименованием в действительные тайные советники и оставлением в занимаемых должностях. В 1907 году в возрасте 75 лет он был уволен от службы и проживал в Санкт-Петербурге (по адресу: Фонтанка, 165), причём вскоре после увольнения был вновь переименован в генералы от инфантерии.
В 1917 году Борковский скончался в Петрограде в возрасте 85 лет. Металлический гроб с его прахом был помещен в крипту храма Посещения Пресвятой Девой Марией Елизаветы на территории Выборгского римско-католического кладбища в ожидании возможности отправки в Польшу для захоронения после завершения военных действий. В дальнейшем такой возможности препятствовала гражданская война. В июне 1920 года гроб с прахом Борковского, наряду с десятками ожидающих отправки в Польшу металлических гробов, был извлечен из крипты вооружённым отрядом большевиков и перевезён на Успенское кладбище. На этом кладбище останки Борковского и десятков других покойных были варварски переброшены в деревянные ящики и закопаны в общей могиле. Основанием для таких действий была потребность Красной армии в металлических гробах для перевозки к местам захоронения останков погибавших на фронтах гражданской войны представителей начальствующего состава.

### Научная деятельность
Борковский издал «Статистические сведения о предметах интендантского довольствия войск» (Вып. 1-3, СПб., 1884—1888) и ряд работ, посвящённых вопросам судоходства и торговли, в том числе: «Пути и способы перевозки грузов с низовых пристаней Волги к Санкт-Петербург» (СПб., 1870), «Исследование хлебной торговли в Верхне-Волжском бассейне» (СПб., 1872); «Торговое движение по Волжско-Мариинскому водному пути» (СПб., 1874), «Очерк сведений о вывозе, ввозе и ценах относительно хлебов ржаного, пшеничного, ячменя и овса по губерниям и районам и потребление этих продуктов — по районам Европейской России» (СПб., 1888).
Под редакцией Борковского выходили «Статистический сборник Министерства путей сообщения» (по 1904 год вышли 76 томов и 15 томов дополнений) и карты водных, шоссейных и железнодорожных путей России.
Борковский являлся действительным членом Русского географического общества и Вольного экономического общества.

## Награды
За свою службу Борковский был награждён многими орденами, в их числе:
- Орден Святого Станислава 2-й степени (1866 год; Императорская корона к этому ордену пожалована в 1872 году)
- Орден Святого Владимира 4-й степени (1869 год)
- Орден Святой Анны 2-й степени (1876 год)
- Орден Святого Владимира 3-й степени (1883 год)
- Орден Святого Станислава 1-й степени (1886 год)
- Орден Святой Анны 1-й степени (30 августа 1893 года)
- Орден Святого Владимира 2-й степени (1900 год)
- Орден Белого орла (1901 год)